# Ridderorden in Johor
Dit is een lijst van ridderorden in de Maleisische staat Johor.
Het sultanaat Johor, ook "Johore" genoemd (vroeger ook "Johor-Riau" of "Johor-Riau-Lingga"), maakt sinds 1957 deel uit van Maleisië. De vroeger als onafhankelijke vorsten regerende sultans hebben, naar Europees voorbeeld, meerdere ridderorden en decoraties ingesteld:
- De zeer Eerbaare Orde van de Kroon van Johore (Maleis: "Seri Paduka Mahkota Johor") 31 juli 1886

- De Zeer Geachte Orde van de Koninklijke Familie (Maleis: "Darjah Kerabat Johor Yang Amat Dihormati Pangkat") 31 juli 1886

Het koninkrijk Maleisië is een bondsstaat en een van de sultans wordt tot Koning van Maleisië gekozen. De sultans hebben ook in hun eigen sultanaat regeringstaken en kunnen dus als fons honorum eigen ridderorden instellen. In Johore werd in 1974 ingesteld:
- De Zeer Eerbiedwaardige Orde van Trouw van Sultan Ismail (Maleis: "Darjah Setia Sultan Ismail Johor Yang Amat DiBarkati") (1974)

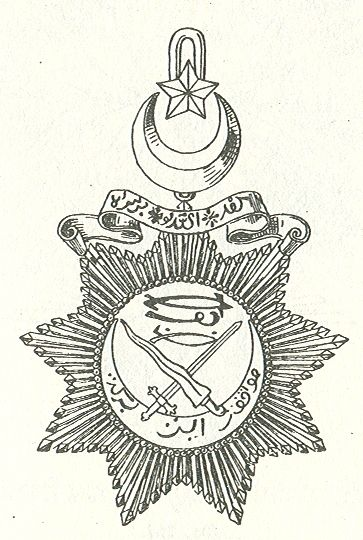
Deze decoratie uit Johore werd in 1893 door Maximilian Gritzner "naar het leven" getekend. Hij kende de naam niet.De vorm, zonder kruisen, is typisch islamitisch.

Kenmerkend voor de Maleisische, dus ook voor de Johorese ridderorden, is de rijkdom aan onderscheidingen en eretitels. Men verwerft met de hoogste rangen in de federale en lokale orden titels als "Datuk".
De versierselen van de orden zijn zeer kostbaar en prachtlievend uitgevoerd en bij de rang van Grootcommandeur hoort in een aantal gevallen een gouden keten.
Achter de naam van een vooraanstaande Maleisische bestuurder treft me een groot aantal "postnominale letters" aan. In Johor zou iemand "Datuk Muhammed Ali PMK JMK PKK PSK SPKK" kunnen heten.